# Kontaktannons

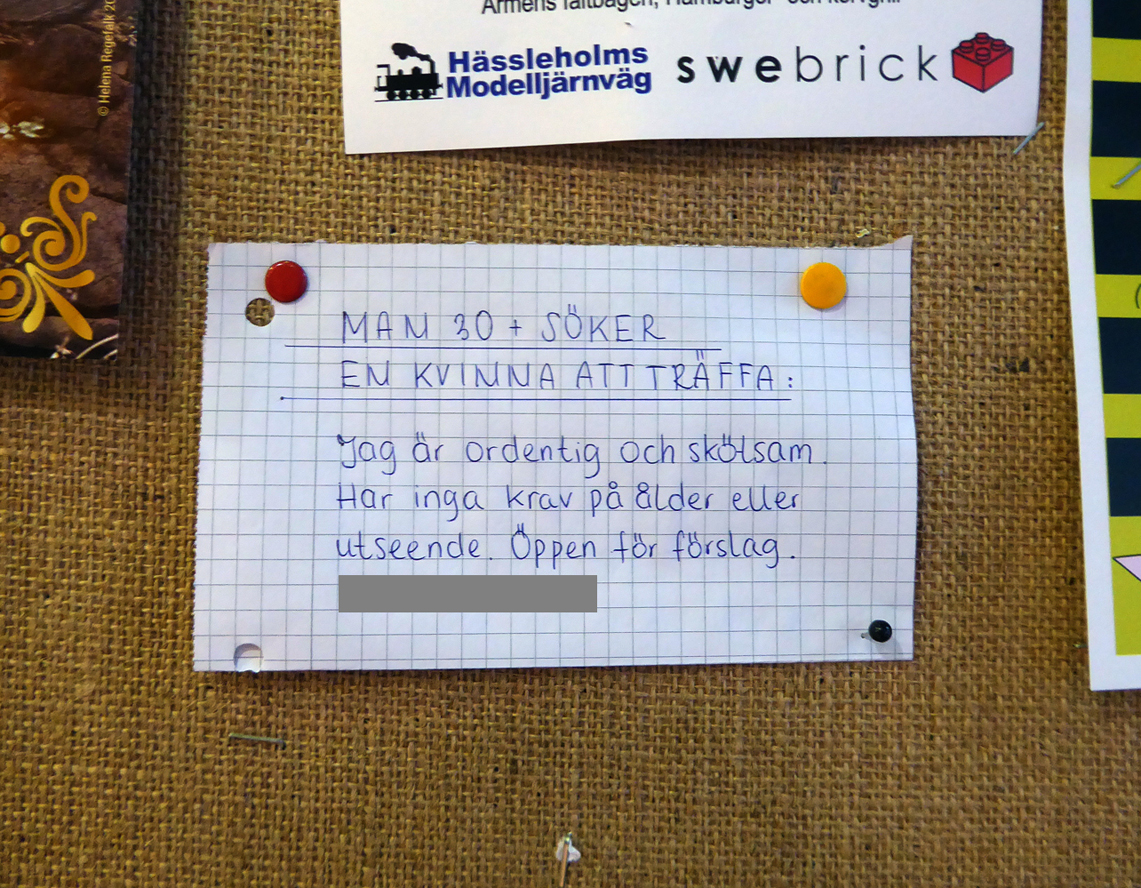
En kontaktannons på en anslagstavla på Coop i Ystad 2020.

Kontaktannons är en annons som sätts in i avsikt att söka kontakt med andra människor i form av kärlek eller vänskap. Sedan kan någon som är intresserad svara på annonsen. Ordet är belagt i svenska språket åtminstone sedan 1976.